# Duczów Mały
Duczów Mały (deutsch: Klein Deutschen) ist ein Ort der Stadt- und Landsgemeinde Wołczyn im Powiat Kluczborski der Woiwodschaft Opole in Polen.

## Geographie
Duczów Mały liegt rund neun Kilometer westlich von Wołczyn (Konstadt), rund 23 Kilometer nordwestlich von Kluczbork (Kreuzburg) und 56 Kilometer nordöstlich von Opole (Oppeln) an der Landesstraße Droga krajowa 42 und an der Bahnstrecke Kluczbork–Wrocław. Südlich liegt der Weiler Jedliska (Tanne).
Nachbarorte sind im Nordwesten Dziedzice (Dziedzitz), im Nordosten Duczów Wielki (Groß Deutschen), im Osten Wierzbica Górna (Polnisch Würbitz) und im Südwesten Wielołęka (Bachwitz).

## Geschichte
1845 bestand das Dorf aus einem Schloss und weiteren 18 Häusern. Im gleichen Jahr lebten in Klein Deutschen 182 Menschen, davon 84 evangelisch. 1874 wird der Amtsbezirk Polnisch Würbitz gegründet, zu dem Klein Deutschen gehörte.
1933 lebten in Klein Deutschen 143, 1939 wiederum 129 Menschen. Bis 1945 gehörte das Dorf zum Landkreis Kreuzburg O.S.
Als Folge des Zweiten Weltkriegs fiel Klein Deutschen 1945 wie der größte Teil Schlesiens unter polnische Verwaltung. Nachfolgend wurde der Ort in Duczów Mały umbenannt und der Woiwodschaft Schlesien angeschlossen. 1950 wurde es der Woiwodschaft Oppeln eingegliedert. 1999 kam der Ort zum neu gegründeten Powiat Kluczborski (Kreis Kreuzburg).

## Sehenswürdigkeiten
- Parkanlage aus dem 19. Jahrhundert – seit 1978 unter Denkmalschutz.[5]